# René Gillet

René-Gillet-Logo

René Gillet (* 1877 in Troyes; † unbekannt) war ein französischer Motorenentwickler und -produzent.
Gillet wurde als Sohn einer Eisenbahnerfamilie geboren und nach seinem Großvater benannt.

## Berufliche Anfänge
René Gillets Interesse für Motoren und Technisches Gerät begann früh; als 18-Jähriger fand er in Puteaux einen Arbeitsplatz in einem Mechanikunternehmen.
Da er den recht weiten Arbeitsweg auf dem Fahrrad zurücklegen musste, kam ihm die Idee, sein Fahrrad zu motorisieren. Einen ersten Versuch verwarf er; ein zweiter, verbesserter Motor konnte durch den Verkauf des ersten finanziert werden. Sein Fahrrad unterschied sich nun zu einem zeittypischen Modell durch eine verstärkte Gabel, auf der der Motor saß, der über einen Riemen das Vorderrad antrieb. Außerdem war ein Behälter am Rahmen befestigt, in dem Benzin, Öl und eine Batterie für die Zündung untergebracht waren.

## Motoren- bzw. Motorradproduzent
1897 stattete Gillet Motorräder mit einer Einspritzvergasung aus. Somit konnte die Strecke von Malakoff nach Épernay und zurück ohne große Probleme bewältigt werden. Nach Versetzen des Motors von der Gabel an die Stelle der Pedale und der Loslösung vom Typus Fahrrad baute er 1900 ein kleines Motorrad mit etwa 350 cm³ Hubraum und 2,75 PS, das 30 km/h erreichte.

René Gillets Werkstatt

Gillet begann die Produktion von Motorrädern in einer kleinen Fabrik in der Villa Collet (119, Rue Didot) im 14. Bezirk von Paris. Dort stellte er Motorräder mit Einzylindermotoren her, die wahlweise 1,5 oder 2,5 PS besaßen.
Großer Erfolg ermöglichte den Bau einer neuen Produktionsstätte in der Route d’Orleans in Montrouge. Dort begann die Produktion des Zweizylindermotors (45°), wiederum in verschiedenen Varianten. Ein 500-cm³-Motor mit 3,5 PS oder ein 750er mit 6 PS, bis im Jahre 1928 auch ein 1000-cm³-Motor auf den Markt kam.
Gillets Produkte waren bei Militär und Polizei besonders beliebt; auch Familien nutzten den Beiwagen, dessen Chassis von Gillet selbst produziert wurde.

## Ende der Selbständigkeit
Nach dem Zweiten Weltkrieg ließ Gillets Erfolg nach; es entstanden nur noch leicht veränderte Varianten der Vorkriegsmodelle. Durch die geringe technische Weiterentwicklung wurden Kunden verloren. 1955 kaufte Peugeot die Fabrik auf, die 1958 geschlossen wurde.